# Miles Franklin
Stella Maria Sarah Miles Franklin (Talbingo, 14 oktober 1879 - Drummoyne, 19 september 1954), doorgaans Miles Franklin genoemd, was een Australische schrijfster en feministe uit New South Wales. Ze werd vooral bekend door haar in 1901 uitgegeven en in 1979 verfilmde roman My Brilliant Career. Een ander succesvol werk van haar is het in 1936 uitgegeven All That Swagger.
Franklin zette zich in voor de ontwikkeling van een eigen Australische literatuur. Ze streefde dit doel na door schrijvers, literaire tijdschriften en schrijversverenigingen actief te ondersteunen. Franklins invloed duurt voort doordat ze in haar testament een schenking en richtlijnen opnam voor een belangrijke Australische literatuurprijs, de Miles Franklin Award. De prijs wordt jaarlijks toegekend aan "een roman van hoogst literaire waarde die het 'Australische Leven' in een van zijn fases presenteert". Haar invloed werd verder versterkt door de toekenning vanaf 2013 van de 'Stella Prize', een jaarlijks uitgereikte prijs voor de beste door een Australische schrijfster geschreven roman.

## Leven en carrière
Franklin werd geboren in Talbingo en groeide op in het Brindabella-gebergte op Brindabella Station. Ze was het oudste kind van het in Australië geboren koppel John Maurice Franklin en Susannah Margaret Eleanor Lampe. Lampe was de achterkleindochter van Edward Miles (of Moyle). Miles arriveerde in Australië met de Eerste Vloot, aan boord van de Scarborough, nadat hij tot zeven jaar voor diefstal was veroordeeld. Haar familie maakte deel uit van de 'squattocracy'. Tot 1889 werd Franklin thuis onderwezen waarna ze op 'Thornford Public' school liep. In die periode werd ze door haar lerares, Mary Gillespie (1856–1938), en de redacteur van het plaatselijke dagblad van Goulburn, Tom Hebblewhite (1857–1923), tot schrijven aangemoedigd.
Franklins bekendste roman, My Brilliant Career, vertelt het verhaal van een onstuitbaar tienermeisje, Sybylla Melvyn, en haar ontwikkeling tot vrouw in het landelijke New South Wales. Het werd in 1901 met de hulp van de Australische schrijver Henry Lawson uitgegeven. Na de publicatie van haar roman werkte Franklin als verpleegster en vervolgens als huismeid in Sydney en Melbourne. In die periode publiceerde The Daily Telegraph (Sydney) en de The Sydney Morning Herald stukken van haar hand onder de pseudoniemen "An Old Bachelor" en "Vernacular". Franklin schreef toen ook het vervolg op My Brilliant Career, My Career Goes Bung, waarin Sybylla Melvyn in contact komt met de literaire wereld van Sydney. De roman werd echter pas in 1946 uitgegeven. The Dead Must Not Return, een openlijk antioorlogsstuk, werd nooit uitgegeven of opgevoerd maar werd in september 2009 openbaar voorgedragen.

### De Verenigde Staten en Engeland
In 1906 verhuisde Franklin naar de Verenigde Staten waar ze secretariaatswerk verrichtte voor Alice Henry, een Australische die voor de 'National Women's Trade Union League' in Chicago werkte. Franklin was er mederedactrice van het tijdschrift van de liga, Life and Labor. Het pas in 1981 uitgegeven On Dearborn Street is een bespiegeling over haar verblijf in Amerika. Het betreft een liefdesgeschiedenis en Franklin maakte, ongeveer zoals Dashiell Hammett dat deed, gebruik van Amerikaanse slang. Ze schreef ook de roman Some Everyday Folk and Dawn (1907) in Amerika. Het is het verhaal van een familie in landelijk Australië en Franklin maakte gebruik van 'purple prose' om een komisch effect te bewerkstelligen. Franklin had geregeld last van haar gezondheid en in 1912 verbleef ze een tijd in een sanatorium.
In 1915 reisde Franklin naar Engeland, werkte er als kok en verdiende bij als journaliste. Tijdens de Eerste Wereldoorlog gaf ze zich als vrijwilligster op en diende in de 'Ostrovo Unit' van de 'Scottish Women's Hospitals for Foreign Service' tijdens de Servische campagne in 1917-18. Ze was van juli 1917 tot februari 1918 eerst kok en vervolgens hoofdverpleegster in een 200-persoonsziekenhuistent van het Servische leger nabij het Ostrovo-meer in Grieks Macedonië.
Van 1919 tot 1926 werkte Franklin als secretaris van de 'National Housing and Town Planning Association' in Londen. Ze organiseerde in 1924 een huisvestingsconventie voor vrouwen. Haar leven in Engeland inspireerde haar tot het schrijven van Bring the Monkey (1933), een satire op de Engelse landhuis-detective. De roman onthult Franklins visie op nationalisme en klasse. Het boek was geen literair en commercieel succes.

### Terugkeer naar Australië
Na de dood van haar vader in 1931 vestigde Franklin zich in 1932 terug in Australië. In het daaropvolgende decennium schreef ze verscheidene historische romans over de Australische 'Bush', meestal onder het pseudoniem "Brent of Bin Bin". New South Wales' staatsbibliothecaris Dagmar Schmidmaier zegde daarover: "Miles vreesde hoe langer hoe meer dat niets wat ze schreef het succes van My Brilliant Career kon evenaren, met als gevolg dat ze onder andere namen begon te schrijven, waaronder het bizarre Brent of Bin Bin, om zich tegen negatieve recensies te beschermen." De roman All That Swagger werd in 1936 echter onder haar eigen naam uitgebracht.
Haar hele leven ondersteunde Franklin de literatuur in Australië. In 1933 werd ze lid van de 'Fellowship of Australian Writers' en in 1935 van Sydneys afdeling van 'PEN International'. Franklin moedigde jonge Australische schrijvers en schrijfsters als Jean Devanny, Sumner Locke Elliott en Ric Throssell aan. Ze ondersteunde nieuwe literaire tijdschriften als Meanjin en Southerly. Franklin ontving literaire mensen bij haar thuis in Carlton in New South Wales. Gasten werden aangemoedigd thee te drinken uit de Waratah-kop en iets in het Waratah-boek in te schrijven. Dit poesiealbum, bekend als 'Miles Franklin's Waratah Book', wordt bewaard in de staatsbibliotheek van New South Wales.
Franklin raakte in de jaren 1930 betrokken bij de Australische ultranationalistische beweging en was lid van Percy Stephensens Australia First Movement. In 1937 weigerde Franklin om officier te worden in de Orde van het Britse Rijk. Tijdens de Tweede Wereldoorlog las ze voor de troepen toneelstukken voor, steunde ze de Sovjet-Unie en publiceerde enkele manuscripten.
Franklin kreeg veel huwelijksaanzoeken maar huwde nooit. Ze stierf aan een coronaire occlusie op 19 december 1954. Haar as werd verstrooid over de Jounama Creek nabij Talbingo, waar ze bijna 75 jaar ervoor was geboren.

## Nalatenschap
In haar testament voorzag Franklin de oprichting van een jaarlijkse literatuurprijs, 'The Miles Franklin Award'. De eerste winnaar was Patrick White met Voss in 1957.
De wijk Franklin in Canberra en de nabijgelegen 'Miles Franklin Primary School ' werden naar Franklin vernoemd. De school houdt een jaarlijkse schrijfwedstrijd ter hare nagedachtenis. Ook de 'Franklin Public School' in Tumut in New South Wales is naar haar vernoemd.
Reeds toen ze nog leefde doneerde Franklin verscheidene stukken aan de 'State Library of New South Wales'. In de periode 1937-1942 bood ze verscheidene manuscripten aan waaronder verschillende versies van Pioneers on Parade in 1940. Na haar dood liet ze haar boekencollectie, briefwisseling, notities en Mary Eliza Fullertons gedichten na. De bibliotheek heeft 47 dagboeken van Franklin in haar bezit waarvan een pas in 2018 werd ontdekt.
In Hurstville waar Franklin woonde en werkte toen ze na de dood van haar vader haar moeder ondersteunde, werd in 2003 een standbeeld van haar onthuld. In Carlton waar haar vader stierf plantte de 'Fellowship of Australian Writers' een aantal bomen ter hare nagedachtenis. Op de 'Sydney Writers Walk' in Sydney heeft Franklin een gedenkplaat.

## Verfilmingen
- My Brilliant Career uit 1979 met Judy Davis, Sam Neill en Wendy Hughes in de hoofdrollen.

## Ontvangst, nominaties, prijzen en onderscheidingen
- 1935 King George V's Silver Jubilee-medaille voor haar bijdrage aan de Australische literatuur[1]
- 1936 S.H. Prior Memorial Prize voor All that Swagger
- 1939 S.H. Prior Memorial Prize voor Joseph Furphy: The Legend of a Man and His Book
- 2001 postuum toegevoegd aan de Victorian Honour Roll of Women

- Australian Dictionary of Biography: franklin-stella-maria-sarah-miles-6235
- Australian Women's Register: AWE1051b
- Bibsys: 90064300
- Biblioteca Nacional de España: XX5386252
- Bibliothèque nationale de France: cb12511613r (data)
- Catàleg d'autoritats de noms i títols de Catalunya: 981058511351406706
- CiNii: DA04585347
- Dictionary of Australian Artists: miles-franklin
- Gemeinsame Normdatei: 119229110
- International Standard Name Identifier: 0000 0001 1862 2236
- Library of Congress Control Number: n50037217
- Bibliotheek van het Japanse parlement: 00440043
- Nationale Bibliotheek van Tsjechië: ola2003165534
- Nationale bibliotheek van Australië: 35100148
- Nationale Bibliotheek van Israël: 987007391228405171
- Nationale Bibliotheek van Polen: a0000003735039
- Nationale en Universitaire bibliotheek Zagreb: 000005172
- Nederlandse Thesaurus van Auteursnamen: 072111593
- LIBRIS: 313783
- SNAC: w65b02hc
- Système universitaire de documentation: 034352023
- Trove: 471686
- Virtual International Authority File: 41947058
- WorldCat: E39PBJfh8ykbJ6Y3G9YxPP8Qv3